# Kathedraal van Sint-Michiel en Sint-Goedele

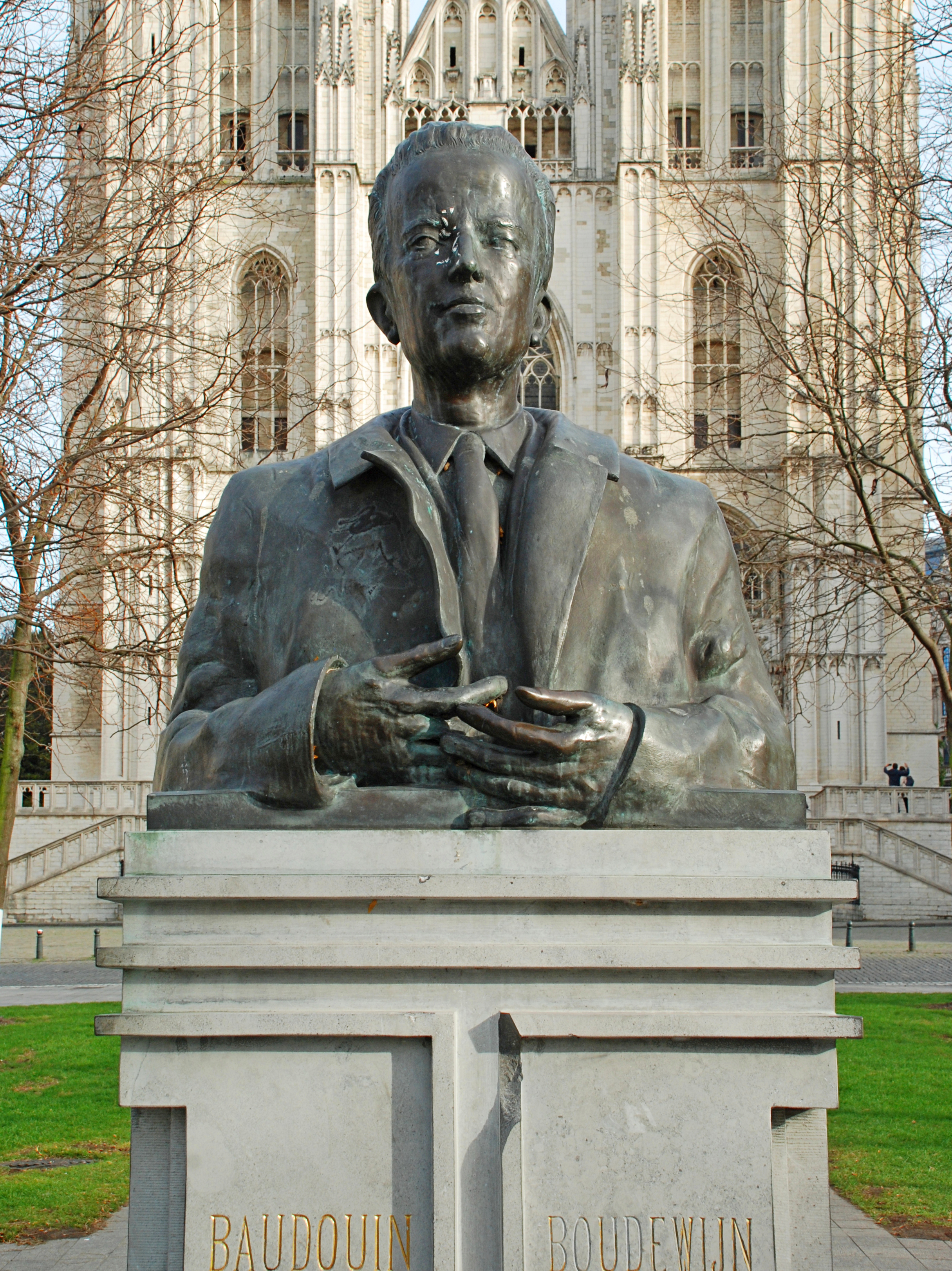
Standbeeld van koning Boudewijn voor de Kathedraal van Brussel.

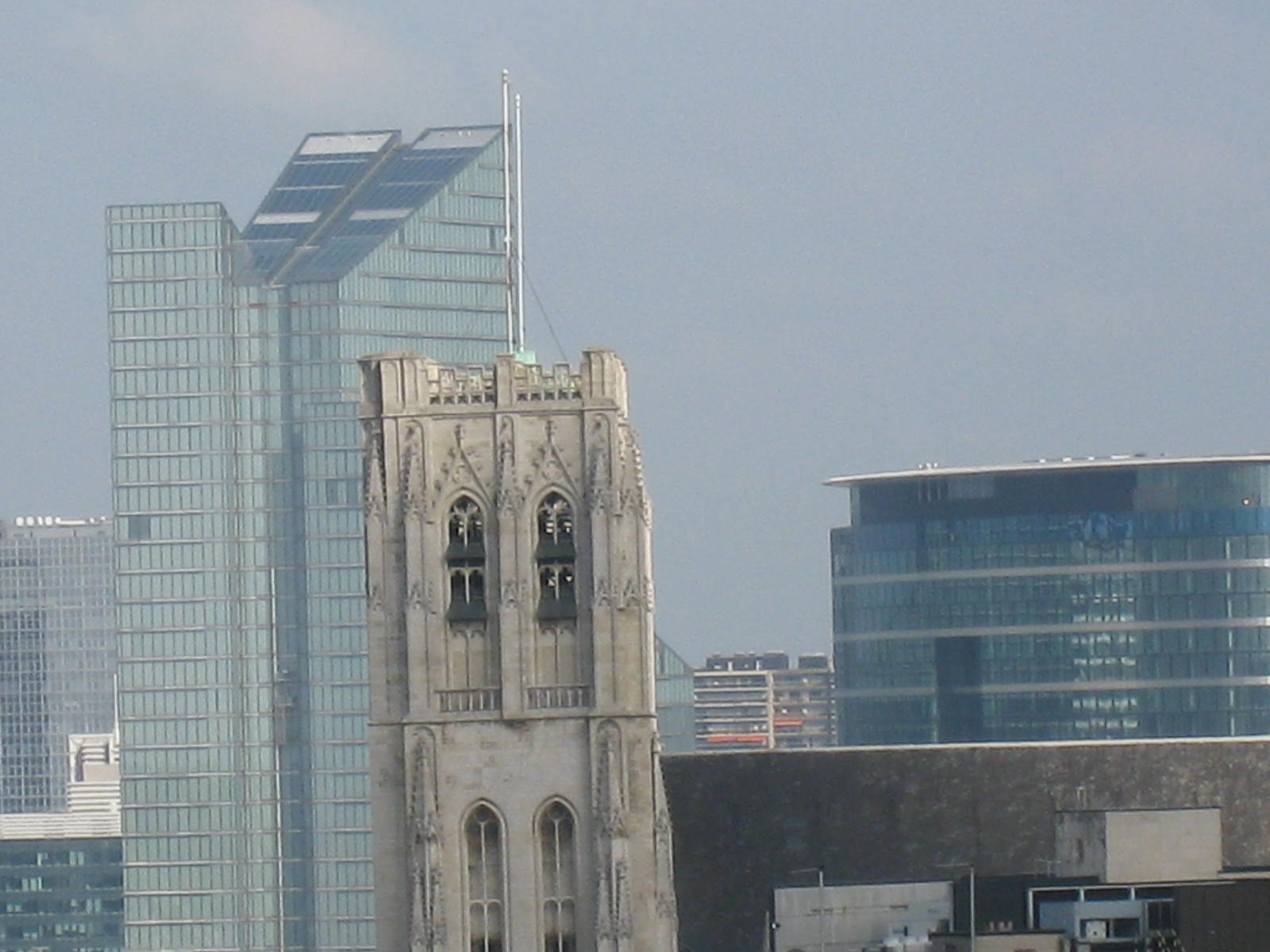
De kathedraaltoren met zicht op Brussel

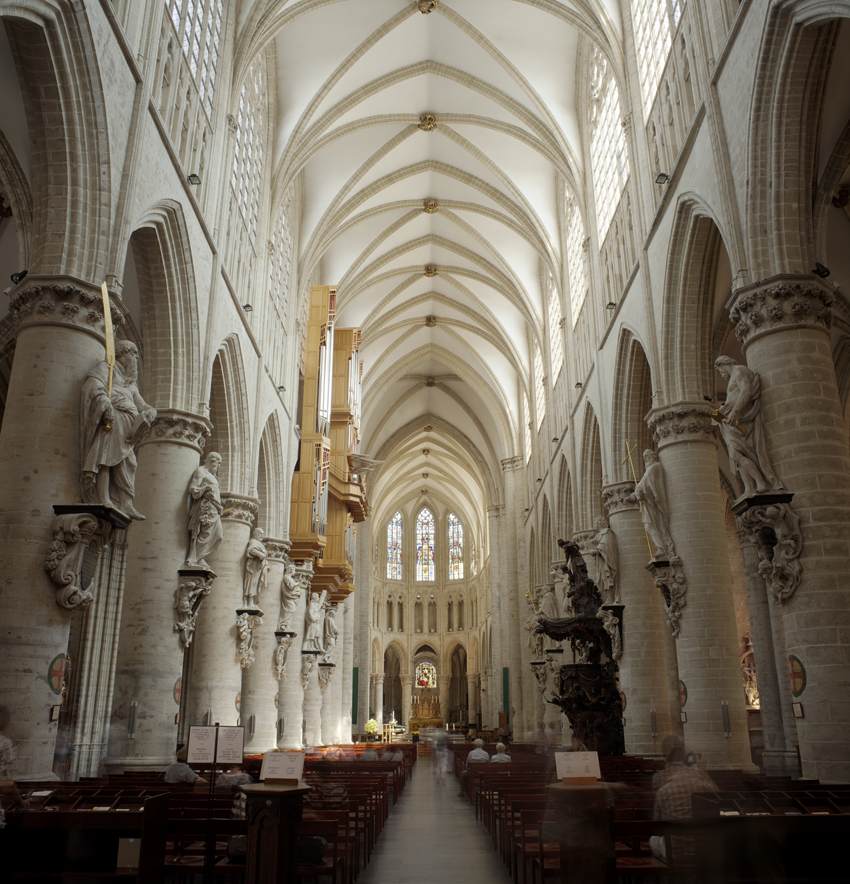
Het middenschip

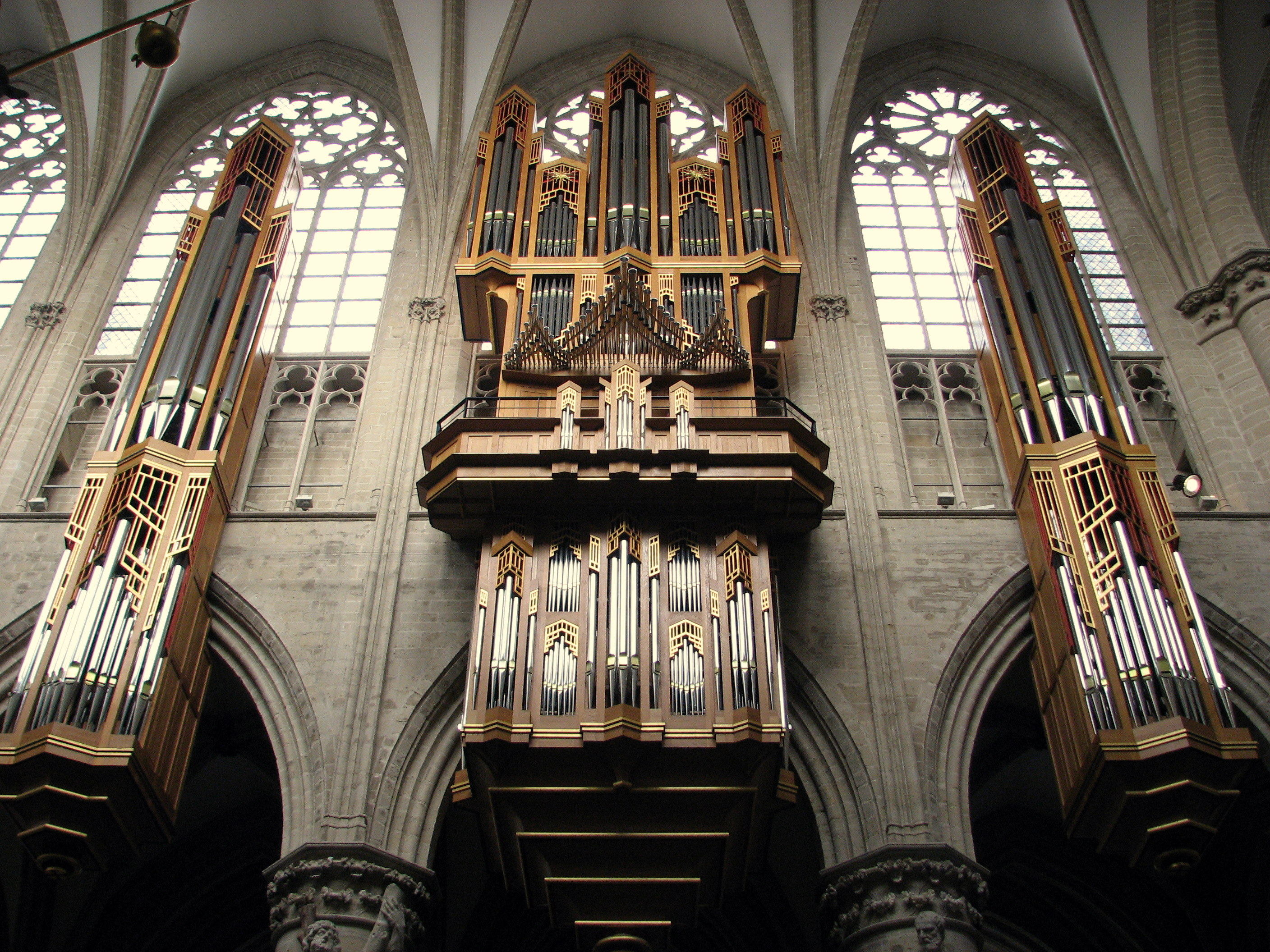
Het Grenzing-orgel

De Kathedraal van Sint-Michiel en Sint-Goedele (Frans: Cathédrale Saints-Michel-et-Gudule) is een kerkgebouw in het oude centrum van Brussel en de co-kathedraal van het aartsbisdom Mechelen-Brussel. Ze is gewijd aan Sint-Michiel en Sint-Goedele, de patroonheiligen van de stad Brussel, en is een herkenbaar voorbeeld van Brabantse gotiek.

## Geschiedenis
Reeds in de 9de eeuw bestond hier waarschijnlijk een kapel toegewijd aan Sint-Michiel. In de 11de eeuw werd een romaanse kerk gebouwd en tot kapittelkerk verheven (1047). Na de overbrenging van de relikwieën van Sint-Goedele kreeg ze de dubbele naam “collegiale kerk van Sint-Michiel en Sint-Goedele”. In februari 1962 kreeg ze de rang van kathedraal en sindsdien is ze samen met de Sint-Romboutskathedraal te Mechelen de zetel van de aartsbisschop van Mechelen-Brussel. In 1226 werd begonnen met de bouw van het gotische koor. De bouw van de kathedraal werd in het begin van de 13e eeuw aangevat onder de leiding van hertog Hendrik I van Brabant. Tot aan de opsplitsing van het bisdom Mechelen in 1961 was het een collegiale kerk die gewijd was aan Sint-Michiel en waarin in 1047 een kapittel ter ere van Sint-Goedele werd gesticht.
In de tweede helft van de 20e eeuw werd het aartsbisdom Mechelen heringedeeld: enerzijds werd het bisdom Antwerpen afgesplitst (de Onze-Lieve-Vrouwkerk van Antwerpen werd als Onze-Lieve-Vrouwekathedraal de kathedraal van dit nieuwe bisdom). De rest van het vroegere bisdom Mechelen werd herdoopt tot het aartsbisdom Mechelen-Brussel. De primaat van België behield, zoals voordien, zijn zetel te Mechelen in het aartsbisschoppelijk paleis. De hoofdkerk van Brussel werd tot co-kathedraal verheven, naast de Mechelse Sint-Romboutskathedraal. Rond 2000 ontstond de traditie om de kathedraal naar Sint-Michiel en Sint-Goedele te noemen (voluit: Collegiale Sint-Michiels- en Sint-Goedelecokathedraal). Het archief van de kathedraal wordt bewaard in het Rijksarchief te Brussel.

## Architectuur
De kathedraal werd gebouwd met gobertangesteen uit de steengroeven van Dilbeek. De gewelfhoogte van het schip is 26,5 meter.
Het laatste kwart van de 20e eeuw vond de meest intensieve restauratiecampagne van de Sint-Michielskathedraal plaats. Dat het middeleeuwse gebouw meerdere constructieproblemen had (onder andere inefficiënte positionering van de luchtbogen) was al langer bekend. Tijdens vroegere restauraties was men er nooit in geslaagd deze constructieproblemen op te lossen. In sommige gevallen waren ze zelfs verergerd. Bij de laatste restauratie slaagde men er evenwel in de constructie voor lange tijd te stabiliseren. Een hele rits secundaire problemen, zoals waterinsijpeling, werd eveneens grondig aangepakt.
In de vloer is een meridiaanlijn ingewerkt.
De monumentale trap voor de kathedraal, ontworpen door Pieter Paul Merckx, is geplaatst in de periode 1702-1707. Het was een geschenk van de stad Brussel. Oorspronkelijk was de trap aangebouwd tegen de stadsmuren om toegang te verschaffen tot de promenade ingericht op het stuk tussen de Lakensepoort en de Schaarbeeksepoort.

## Interieur

### Preekstoel
De naturalistische preekstoel van Hendrik Frans Verbruggen is in 1696-1699 gemaakt voor de Sint-Michielskerk van de Leuvense jezuïeten en in 1776 naar Brussel gebracht, na een ruiloperatie waarin keizerin Maria Theresia persoonlijk tussenkwam. Het is een overdonderend totaalkunstwerk, een synthese van de zondeval en de verlossing door de kerk. Onderaan verdrijft een aartsengel Adam en Eva uit het aards paradijs. Eva beschermt zich verschrikt met de arm terwijl ze in de andere hand nog de appel heeft. Adam verbergt angstig het hoofd. Uit de boom van de kennis van goed en kwaad kruipt een reusachtige slang die zich tot boven het klankbord kronkelt. Daar wordt ze verpletterd door de triomferende Maagd en haar Kind. Typisch voor Verbruggen zijn de twee fladderende engelen die het klankbord 'optillen'. Jan Baptist van der Haeghen voegde aan weerszijden van de trap nog een haag met dierenfiguren toe.

### Kerkschat
In de kapel van het Sacrament van Mirakel wordt een belangrijke hoeveelheid edelsmeedwerk, borduurwerk en religieuze kunst bewaard. Verschillende relieken en kostbaar textiel zijn tentoongesteld, waaronder gewaden in zijde en gouddraad geborduurd geschonken door verschillende koningen en ook een kelk, gift van Leopold I. Beroemd is het reliek van het ware kruis, daterend uit de 14e eeuw. Bijzonder is ook de marmeren beeldengroep van Onze-Lieve-Vrouw met Kind, gemaakt door Conrad Meit.

### Relieken van het Sacrament van Mirakel
In de kathedraal worden als reliek hosties bewaard die gebloed zouden hebben na doorsteking door Joden (1370). De vergulde monstrans is bezet met diamanten en kristal. In de 17e eeuw kende de cultus van het Sacrament van Mirakel een belangrijke bloeiperiode.
Het Sacrament van Mirakel is een amalgaam van bijgeloof, onwetendheid en Jodenvervolging. Een Jood steelt gewijde hosties uit de kerk en om te bewijzen dat ze niet het lichaam en bloed van Christus zijn, doorsteekt hij ze met een mes. De hosties beginnen te bloeden. De Joden worden aangehouden, terechtgesteld en hun goederen verbeurdverklaard. Heel het verhaal is afgebeeld op glasramen in de kerk. Deze gebeurtenis werd elk jaar herdacht met een processie, maar de traditie stierf uit na de Tweede Wereldoorlog. In 1977 werd een bronzen plaat aangebracht in de kerk met de volgende tekst:

De Joodse gemeenschap van Brussel werd in 1370 beschuldigd en gestraft voor de profanatie van het H. Sacrament. Op Goede Vrijdag 1370 zou men in de synagoge gestolen hosties met een dolk doorboord hebben. Uit de hosties zou bloed gevloeid zijn. De diocesane autoriteiten van het bisdom Mechelen-Brussel hebben in de geest van het Tweede Vaticaans Concilie en na kennisname van het historisch onderzoek, in 1968 de aandacht gevestigd op het tendentieuze karakter van de beschuldiging en de legendarische voorstelling van het 'mirakel'.

Het verkleuren van hosties kan een gevolg zijn van een micro-organisme, de Microcossus prodigiosus of Serratia marcescens.

### Orgel
Het groot Grenzing-orgel in het schip, waarvan de kast als een zwaluwnest hangt onder de gewelven, werd ingehuldigd in oktober 2000. Het orgel telt 4300 pijpen, verdeeld over 63 registers, 4 manualen en 1 pedaal. Dit instrument is het werk van de Duitse orgelbouwer Gerhard Grenzing en zijn Spaanse medewerkers uit Barcelona. Het kastontwerp is van de Engelse architect Simon Platt. Hieronder volgt de dispositie:
| Grand Orgue        |        |
| Montre             | 16'    |
| Montre             | 8'     |
| Flûte harmonique   | 8'     |
| Bourdon à cheminée | 8'     |
| Viole de gambe     | 8'     |
| Prestant           | 4'     |
| Flûte conique      | 4'     |
| Quinte             | 2 2/3' |
| Doublette          | 2'     |
| Mixture V          |        |
| Cymbale III-IV     |        |
| Trompette          | 16'    |

| Positif          |        |
| Bourdon          | 16'    |
| Montre           | 8'     |
| Quintadène       | 8'     |
| Prestant         | 4'     |
| Flûte à cheminée | 4'     |
| Nazard           | 2 2/3' |
| Doublette        | 2'     |
| Tierce           | 1 3/5' |
| Larigot          | 1 1/3' |
| Mixture V-VI     |        |
| Trompette        | 8'     |
| Cromorne         | 8'     |
| Tremblant        |        |

| Récit Expressif      |        |
| Cor de nuit          | 8'     |
| Salicional           | 8'     |
| Gambe                | 8'     |
| Voix céleste         | 8'     |
| Prestant             | 4'     |
| Flûte octaviante     | 4'     |
| Nazard               | 2 2/3' |
| Quarte               | 2'     |
| Sifflet              | 1'     |
| Plein-Jeu IV-V       |        |
| Tiercelette III      |        |
| Basson               | 16'    |
| Trompette harmonique | 8'     |
| Hautbois             | 8'     |
| Tremblant            |        |

| Solo C-g’’’             |        |
| Bourdon                 | 8'     |
| Viola                   | 8'     |
| Voce umana              | 8'     |
| Prestant                | 4'     |
| Flageolet               | 2'     |
| Larigot                 | 1 1/3' |
| Cornet V                |        |
| Trompeta Batalla        | 8'     |
| Bajoncillo-Tromp. Magna |        |
| Voix humaine            | 8'     |
| Douçaine                | 8'     |
| Tremblant               |        |

| Pédale C-f’    |         |
| Principal      | 16'     |
| Soubasse       | 16'     |
| Grosse Quinte  | 10 2/3' |
| Flûte          | 8'      |
| Basse          | 8'      |
| Gros Nazard    | 5 1/3'  |
| Prestant       | 4'      |
| Fourniture V   |         |
| Contre-Posaune | 32'     |
| Posaune        | 16'     |
| Trompette      | 8'      |
| Clairon        | 4'      |

| Koppelingen    |
| GO+Pos         |
| GO+Rec B/D     |
| GO+Solo        |
| Pos+Rec        |
| Rec+Rec 16'    |
| P+GO           |
| P+Pos          |
| P+Rec          |
| P+Rec 4'       |
| P+Solo         |
| 2 Zimbelsterne |

Speelhulpen:o.a. een sequencer met 5120 registercombinaties
De huidige kapelmeester van de kathedraal is Kurt Bikkembergs.
De zuidelijke toren herbergt een beiaard met 49 klokken, die door de Klokkengieterij Eijsbouts werden gegoten.
In de kathedraal hangt het schilderij De kruisiging van Michiel Coxie (Vlaamse Meesters in Situ).

## Historische gebeurtenissen die plaatsgrepen in de kathedraal
- 1047: Stichting van het Sinte-Goedelekapittel door Lambert II van Leuven
- 1289; Elk jaar op 5 juni Slag bij  Woeringen herdenkingsmis door Jan I van Brabant betaald (plakkaat in rechterbeuk)
- 1312: Uitvaartdienst van hertog Jan II van Brabant
- 1317 Jan Van Ruusbroec wordt kapelaan
- 1333: Uitvaartdienst van zijn echtgenote Margaretha van York, dochter van de koning van Engeland
- 1435: Filips de Goede, hertog van Bourgondië, roept een kapittel van de Ridders van het Gulden Vlies bijeen
- 1446: Uitvaartdienst van Catharina van Valois, echtgenote van Karel de Stoute
- 1464: Begrafenis van de schilder Rogier Van der Weyden
- 1480: Doopsel van Margaretha van Oostenrijk, dochter van Maria van Bourgondië en Maximiliaan van Oostenrijk
- 1498: Doopsel van Eleonora, zuster van keizer Karel V en toekomstig koningin van Frankrijk
- 1515: Karel van Luxemburg, landsheer van de Habsburgse Nederlanden, wordt tot koning van Spanje uitgeroepen
- 1558: begrafenisceremonie voor overleden Karel V (29-30 december)
- 1568: De lichamen van de onthoofde graven Egmont en Horne worden opgebaard
- 1599: Blijde Inkomst van de aartshertogen Albrecht en Isabella, landvoogden van de Zuidelijke Nederlanden
- 1600: Uitvaartdienst van Ernst van Oostenrijk (1553-1595)
- 1622: Uitvaartdienst van aartshertog Albrecht
- 1650: Bijzetting van aartshertogin Isabella, overleden in 1633
- 1745: Uitvaartdienst van aartshertogin Marie-Anne, echtgenote van Karel van Lorreinen
- 1780: Uitvaartdienst van Karel van Lorreinen
- 1793: Grafschennis van het graf van Isabella door de sansculottes, Franse revolutionairen
- 1803: Te Deum in aanwezigheid van Napoleon Bonaparte en echtgenote
- 1815: Te Deum om de overwinning van de Slag bij Waterloo te vieren
- 1926: Huwelijk van prins Leopold en prinses Astrid van Zweden
- 1934: Uitvaartdienst van koning Albert I van België
- 1935: Uitvaartdienst van koningin Astrid
- 1959: Huwelijk van prins Albert en prinses Paola
- 1960: Huwelijk van koning Boudewijn en koningin Fabiola
- 1965: Uitvaartdienst van koningin Elisabeth van België
- 1993: Uitvaartdienst van koning Boudewijn I van België
- 1995: Bezoek van paus Johannes Paulus II
- 1999: Huwelijk van prins Filip en prinses Mathilde
- 2003: Huwelijk van prins Laurent en prinses Claire
- 2014: Uitvaartdienst van koningin Fabiola

## Begraven in de kathedraal
- Jan II van Brabant (1312)
- Margaretha van Engeland (ca. 1334)
- Gillis Joos (1460)
- Rogier van der Weyden (1464)
- Hendrik de Mol (1470)
- Jean Micault (1539)
- Sebastiaan van Noyen (1557)
- Ernst van Oostenrijk (1595)
- Jean Richardot (1609)
- Albrecht van Oostenrijk (1621)
- Isabella van Spanje (1633)
- Karel van Lorreinen (1780)
- Félix de Mérode (1857)

## Varia
- Sinds 2004 maakt een koppel slechtvalken zijn nest in de toren. Mede dankzij het Koninklijk Belgisch Instituut voor Natuurwetenschappen (KBIN) kan men het volledige broedproces van de vogels live volgen vanop een webcam in het nest (april-mei)[5].
- De Peace Hall van Kyung Hee University bij Seoel is aan de buitenzijde een nagenoeg identieke kopie van de Brusselse kathedraal (1979-1999).[6]